# مناصير
المناصير، قبيلة عربية في شمال السودان وهي من قبائل المجموعة الجعلية، ينتسبون إلى جدهم منصور بن قحطان بن سعد الفريد الجعلي.

## النسب
يرجع نسب المناصير إلى منصور بن قحطان بن سعد الفريد بن مسمار بن سرار بن حسن كردم بن أبو الديس بن قضاعة بن عبد الله حرقان بن مسروق بن أحمد بن إبراهيم جعل بن إدريس بن قيس بن يمن بن عدنان بن قصاص بن كرب بن محمد هاطل بن أحمد ياطل بن محمد ذو الكلاع بن سعد بن الفضل بن العباس بن محمد بن علي بن عبد الله بن العباس بن عبد المطلب بن هاشم.

## موطنهم

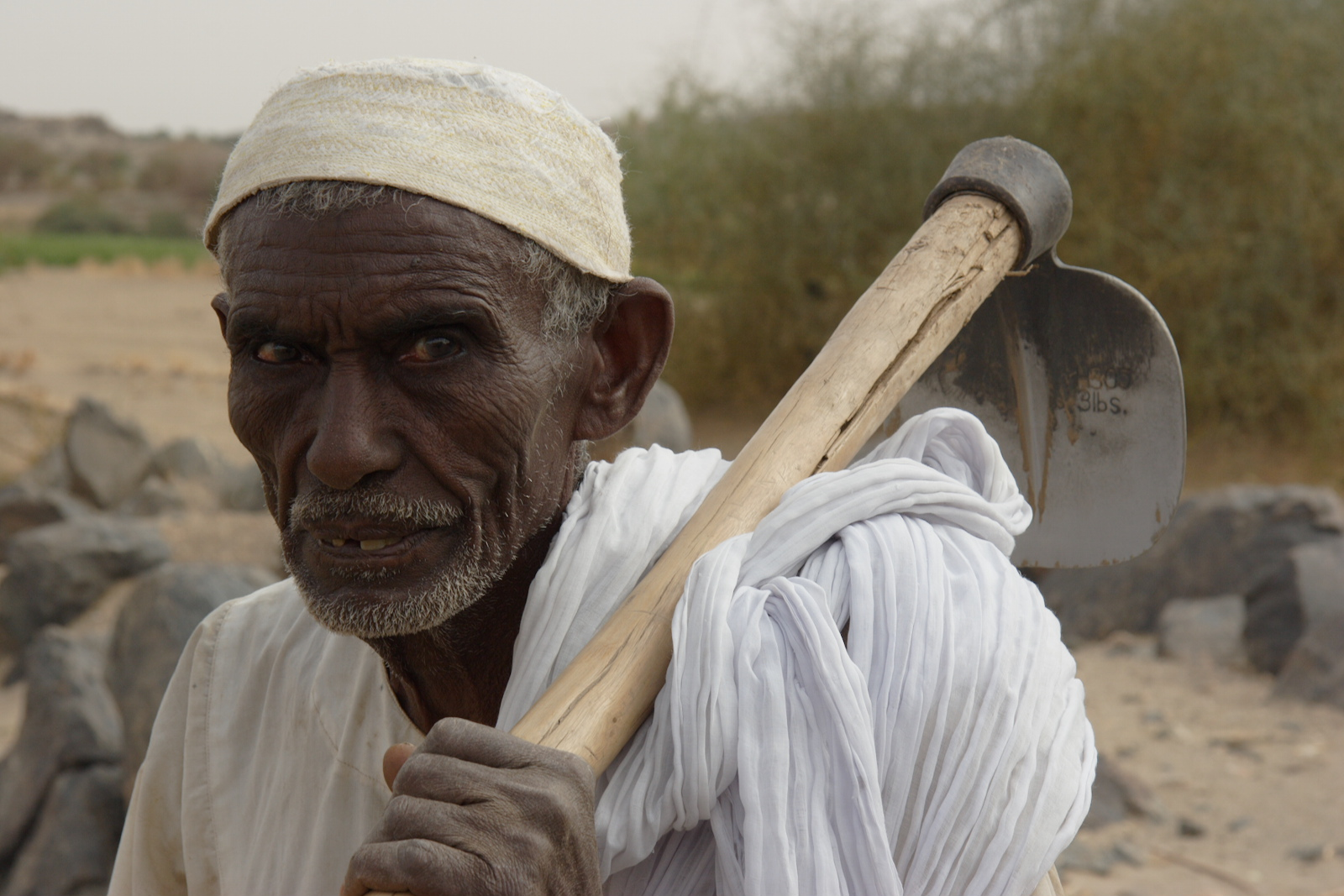
فلاح من دار المناصير/شمال السودان

تقع ديار المناصير بين الربابطاب والشايقية، وموطنهم من الغرب من جزيرة مقرات إلى نهاية الشلال الرابع، ويسكن باديتهم في وادي أبي السباع ووادي أم عون.

## التاريخ

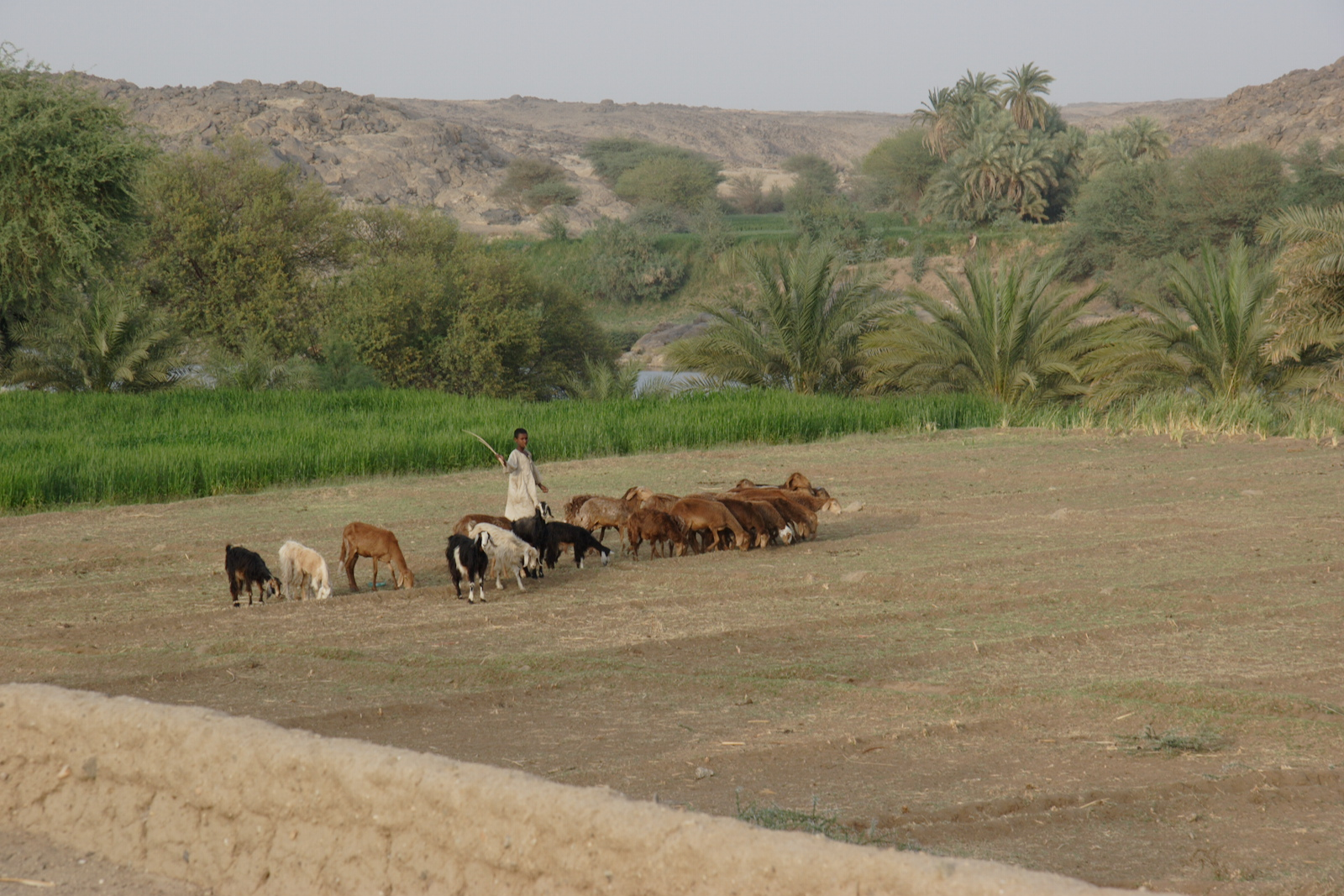
الصورة مأخوذة في جزيرة شراري في دار المناصير، شمال السودان.

كانت للمناصير مشيخة أيام سلطنة سنار، امتدت مشيختهم أيام الفونج من الشامخية إلى الشلال الرابع ومركزها السلامات. بسبب حروب المناصير مع الشايقية استعانوا بالبجا وامتزجوا بهم، كما اختلطوا أيضا بالكواهلة.